# Rebecca Wiasak
Rebecca Wiasak (Geelong, 24 mei 1984) is een Australisch wielrenster. Ze is vooral gespecialiseerd in het baanwielrennen. Ze werd wielrenster in 2010. Hiervoor was ze actief op hoog niveau in het Triatlon.
Dankzij haar overwinning in de Wereldbeker van Aguascalientes en een tweede plek achter Joanna Rowsell in Manchester won Wiasak het eindklassement van de Wereldbeker 2013-2014. Als onderdeel van de ploegenachtervolging won ze begin 2017 in Cali haar tweede wereldbeker.

## Palmares

### Wegwielrennen
2014
- proloog Gracia Orlová

### Baanwielrennen
| Jaar  | AK                                 | OK                      | WK                   | Overig                           |
| Elite | Elite                              | Elite                   | Elite                | Elite                            |
| ----- | ---------------------------------- | ----------------------- | -------------------- | -------------------------------- |
| 2012  | ploegenachtervolging · puntenkoers | achtervolging           |                      |                                  |
| 2013  |                                    |                         |                      | WB Aguascalientes: achtervolging |
| 2014  |                                    | achtervolging · scratch |                      | WB Cambridge: puntenkoers        |
| 2015  | achtervolging                      |                         | achtervolging        | Adelaide: achtervolging          |
| 2016  | achtervolging                      |                         | achtervolging        |                                  |
| 2017  | achtervolging                      |                         | ploegenachtervolging |                                  |